# Municipio Hato Corozal
Municipio Hato Corozal är en ort i Colombia.   Den ligger i departementet Casanare, i den centrala delen av landet, 300 km nordost om huvudstaden Bogotá. Municipio Hato Corozal ligger 256 meter över havet och antalet invånare är 2 640.
Terrängen runt Municipio Hato Corozal är platt åt sydost, men åt nordväst är den kuperad. Terrängen runt Municipio Hato Corozal sluttar österut.  Trakten runt Municipio Hato Corozal är nära nog obefolkad, med mindre än två invånare per kvadratkilometer. Det finns inga andra samhällen i närheten. Omgivningarna runt Municipio Hato Corozal är huvudsakligen savann.